# メチルホスホン酸イソプロピル
メチルホスホン酸イソプロピル（—さん—、isopropyl methylphosphonate）は、サリン（CH3P(=O)(F)OCH(CH3)2）を加水分解することによって発生する化合物のひとつ。常温で液体。